# マリールイズ
- マリールイズ[1]
- マリー・ルイズ[2]

マリールイズ（英: Marie Louise、1875年〈明治8年〉11月29日 - 1956年〈昭和31年〉12月27日）は、日本の美容家。フランスの近代美容術を日本に取り入れ、婚礼美容の名門への道を開いた。「近代美容の母」とも呼ばれる。宮中の美容とファッションの顧問を務めたことでも知られる。美容師として初の藍綬褒章受賞者でもある。マリールイズ美容専門学校の前身である巴里院美容講習所の設立により、後進の育成、女性の社会的自立の援助にも努めた。「マリールイズ」の名はカトリック教徒としての洗礼名であり、本名は相原 美禰（あいはら みね）。東京府麹町区（後の千代田区）出身。

## 経歴

### 少女期
イギリス公使館付武官であるアイルランド人の父と、横須賀の商家生まれである日本人の母との間に誕生した。幼少時は、両親と共に公使館主催による夜会によく連れ立って出かける、華やかな時代であった。
1885年（明治18年）、父が若くして死去して、その状態は一変した。母はささやかな仕事で家族を養うものの、貯金もつき、次第に衰えた。美禰は女学校に通っていたが、学費不足から中退を強いられた。

### 渡仏
1891年（明治24年）、フランスのパリ在住の叔母（父の妹）が、当時16歳の美禰を養女にと申し出た。叔母には子がおらず、自身も老いたので、身寄りが欲しかったのである。当時の相原家は母、美禰、妹の3人であったが、妹は病弱のため、母のもとを離れるわけにはいかなかった。
母は当初、「貧乏でも母子が一緒の方が幸福」として反対したものの、結局は娘の将来を考慮し、義妹に託した。翌1892年（明治25年）、美禰は駐日イギリス特命全権公使ヒュー・フレイザーの妻メアリーと共に、フランスへ渡った。美禰はパリでカトリックの洗礼を受け、聖王ルイ9世と聖母マリアにちなんで、マリールゥヰズ（マリールイズ）の洗礼名を授けられた（ルゥヰズLouiseはルイLouisの女性形）。

### 美容家の道へ
1894年（明治27年）、兄が死去との報せが届いた。マリールイズはそれを機に、母と病弱な妹を想い、手に職をつけることを考えた。さらにパリの街を飾る女性たちのファッションを目にするうちに、美容を身をつけることを思いついた。女性の美に関する仕事なら、自分にとって身近なものであり、かといって洋服関係は当時の日本には時期早々であり、美容ならば女性の生理に密着し、誰もが必要とする大切な物との考えであった。
32歳の頃、パリの美容学校に通い始め、当時のパリの美容の流行であったマルセルウェーブ、かつら、つけ毛などを学んだ。化粧品学や製造法の習得にも尽力し、養母（叔母）に内緒でアパートを借り、そこでモデルたちを無料の練習台として腕を磨いた。学校では講師を務め、技術者として腕を上げていった。

### 帰国
マリールイズが30歳代の頃より、日本の母から、帰国を促す便りが頻繁に届くようになった。当時の日本は日露戦争を経験し、国民は誰もが疲弊した状態であり、その上に母は当時としては初老といえる年齢、さらに次女が病身という不安さからであった。
マリールイズ自身、天長節には小豆飯と豆腐汁を作るほど、郷里に想いを馳せていた。ついに養母を説得し、大正改元前の1911年（明治44年）、駐フランス大使の栗野慎一郎に伴われて、19年ぶりに日本へ帰国した。
日本では日露戦争後の1909年（明治42年）頃、皇族が国際的な宴会に出席する機会が増えており、そうした場に和装は不似合いであり、洋装の顧問を必要とした。人選の末に、同1911年、マリールイズが宮廷服装顧問に内定した。
マリールイズは日本では赤坂田町に家を借り、母と妹を呼び寄せた。栗野慎一郎の娘の養育係を務めることで、当面の生活は保障された。さらに栗野の妻の仲介により、宮家の美容も担当した。この順調な歩みは、栗野の妻が宮廷の女性たちに西洋風の髪を取り入れる必要性を感じたためとの見方もある。
その一方では、十代後半より20年近くをフランスで過ごしたため、日本食、座敷での振る舞い、便所が水洗でないなど、細かな日常生活には人知れず苦労を強いられた。栗野の妻の英子は、日本に不慣れなマリールイズの日常生活を、実子同然に気を配り、面倒を見た。

### 日本での開業

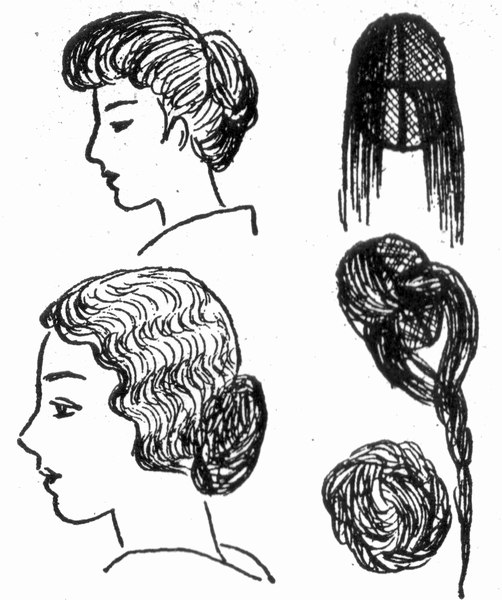
ルイズ髷（『婦人之友』49巻10号、1955年10月）

1913年（大正2年）、日本初の西洋美容院「巴里院」を有楽町に開業した。フランスから最新の器具や材料を輸入し、華族や上流夫人たちに支持された。
当時の日本女性は、長い髪を毎日結い上げることが面倒で、日本髪でも束髪でも、髪型を長時間維持することに苦労していた。そこでマリールイズは、自身の名をつけたヘアピース「ルイズ髷」を考案した。これはパリのかつらに独自の工夫を取り入れたもので、自由に形を変えられ、就寝時は取り外すことができた。大正中期から昭和初期にかけて大流行し、1日に150個売れるときもあった。
当時の日本では、女性が夫を病気や戦争などで喪い、生活手段を絶たれる女性が非常に多かった。そこでマリールイズは後進の育成と女性の自活の道を求め、巴里院の開業と同時期の1913年（大正2年）、店に巴里院美容講習所（マリールイズ美容専門学校の前身）を併設し、近代美容術を女性たちに教え、女性の社会的な自立を目指した。

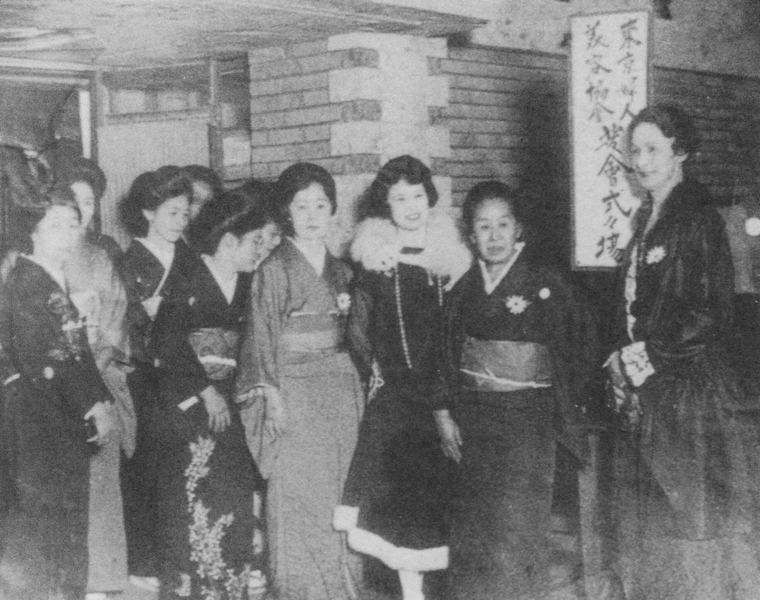
1916年（大正14年）「東京婦人美容協会」発足時（帝国ホテル）。右端がマリールイズ、右から3番目は山野千枝子、5番目は千葉益子、6番目は小口みち子。

巴里院の近隣に宮内庁御用達の写真館があったことから、巴里院は洋髪のみならず婚礼美容の業務も行った。1916年（大正5年）、後の義娘にして後継者となる千葉益子が入門し、頭角を現した。千葉が婚礼美容を担当して、名門への道を開拓、確立していった。
皇族を始め、その後も栗野英子の手引きにより、上流家庭での仕事も増えた。威仁親王妃慰子は特に、マリールイズを非常に可愛がり、墓参に同伴させることもあった。マリールイズにとっても、上流家庭での仕事を務めることは、上品で良い日本語を学ぶことのできる、幸運な機会であった。それがきっかけで、小唄、華道、芝居など、日本文化にも多く接するようになった。

### 関東大震災 - 震災後の復興
1923年（大正12年）9月、関東大震災により巴里院が焼失した。マリールイズは、わずかな美容用具を荷車に乗せて公園に避難したところ、そこに女性たちが群がったことから、美容の再生に手応えを感じた。その再生への足がかりとしてまず、火災を免れた自宅のある麻布霞町に「マリー・ルゥヰズ化粧院」と「マリー・ルゥヰズ美容講習所」を設置した。後に手に職をつけたいとの女性が急増し、それ応えて講習所を5箇所に増やした。
翌1924年（大正13年）1月、皇太子裕仁親王と良子女王の婚儀が行われ、マリールイズが良子女王の支度を請け負った。他の皇族の結婚の支度も手掛けた。日本の大正期の婦人雑誌では、皇族の女性たちが花形として扱われていたため、これによりマリールイズは流行の発信地となったといっても過言ではなかった。
震災からの復興後は、都会では洋装化の兆しが見え始めた。マリールイズのもとへは、『婦人世界』『主婦之友』『婦人倶楽部』などの雑誌の記者が訪れて、洋服の着方、帽子のかぶり方などを取材し、記事にすることが多くなった。

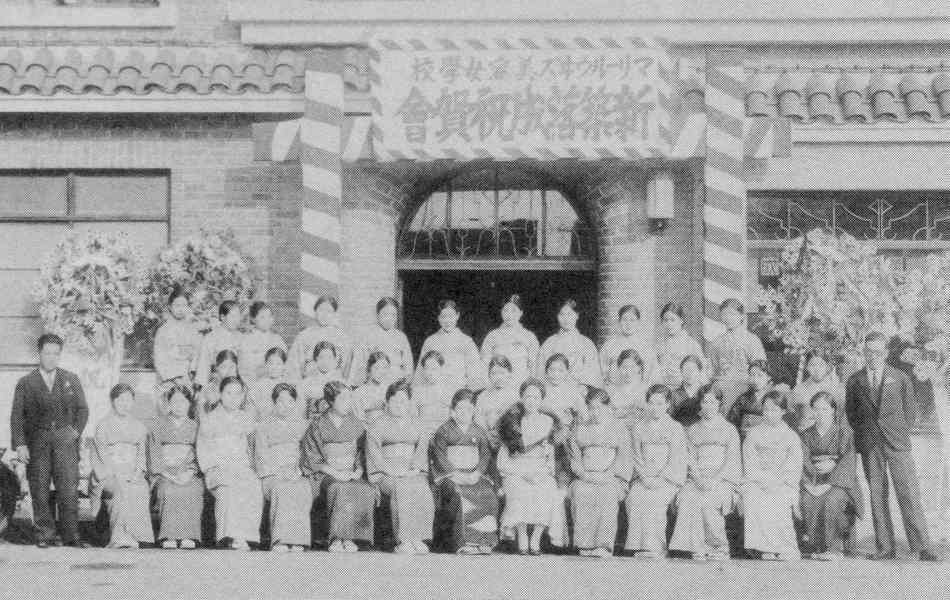
マリー・ルゥヰズ美容女學校 新築落成時（1931年）

1930年（昭和5年）、巴里院美容講習所は学校制度の改革に伴い、マリールゥヰズ美容女学校となった。マリールイズはこれを機に、以前から夢に見ていた、美容所学校の統合校舎の建築と、本格的な化粧院の開設に向けて、土地の購入など具体的な取組を始めた。翌1931年（昭和6年）、麻布材木町に「マリー・ルゥヰズ美容女學校」「マリー・ルゥヰズ化粧院」が完成、それまで分散していた女学校、化粧院、化粧品販売店舗などのすべてを統合した施設となった。周囲からは、学校の月謝をもっと高くすることを勧められても、マリールイズは「お互い苦しいのだから、1人でも技術を身につけることができるよう助けるのが使命」との主張を貫いた。
同1931年、マリールイズや山野千枝子らの請願の末に、美容を法的な職業として社会に認知させるための資格制度「美容術試験制度」が、警視庁管轄下の東京に導入された。

### 戦中 - 戦後
1945年（昭和20年）3月、美容学校は東京大空襲で焼失した。マリールイズは軽井沢に疎開していて空襲を逃れたものの、焼失の報せは彼女にとって人生再際の衝撃といえ、報せを聞いて失神した。意識を取り戻したときには、「軽井沢で辛い思いをするより、いっそ東京で建物と一緒に死んでしまいたかった」と涙にむせんだ。その心の傷の深さは、一緒にいた家族の誰もが、マリールイズは本当に死ぬ気ではないかと思うほどだった。しかしキリスト教の信仰が支えとなり、人々の苦しみを背負ったイエス・キリスト同様に、どんな悲しみにも耐え抜く思いで、再起を果たした。
戦後まもない1946年（昭和21年）、敗戦に沈む美容業者たちを盛り上げるため、東京都婦人理容組合の主催による大規模競技会「ミス・パーマネントコンクール決勝戦」が浅草で開催された。初代会長の田中雅子の要請により、マリールイズが審査委員長を務めた。
1947年（昭和22年）、震災で焼失した美容学校が、新宿に「マリー・ルゥヰズ美容学院」として再興された。同1947年9月、初の美容術試験が行われ、マリールイズは免許第1号を取得した。同1947年、日本で初めての総合結婚式場である明治記念館が開館し、マリールイズが美容部門を担当した。
1951年（昭和26年）にはマリー・ルゥヰズ美容学院の新校舎が完成し、卒業生と在校生、総勢数百人が講堂に集った。

### 晩年
1953年（昭和28年）、パリ美容の最高団体「サークル・デ・アート・エ・テクニク・ド・ラ・コアフュール・ド・パリ」より、パリの美容を日本に普及させた功績に対しての表彰を受けた。この頃はすでに78歳の高齢であり、美容学院の教室が2階にあったことから、周囲は「もう危ないから出ないように」と咎めたが、本人は「教室で死ぬなら本望」と、教室に出続けた。この表彰状が届いた日も、表彰状を眺めている内に「学校の時間だから」といって教室へ向かった。

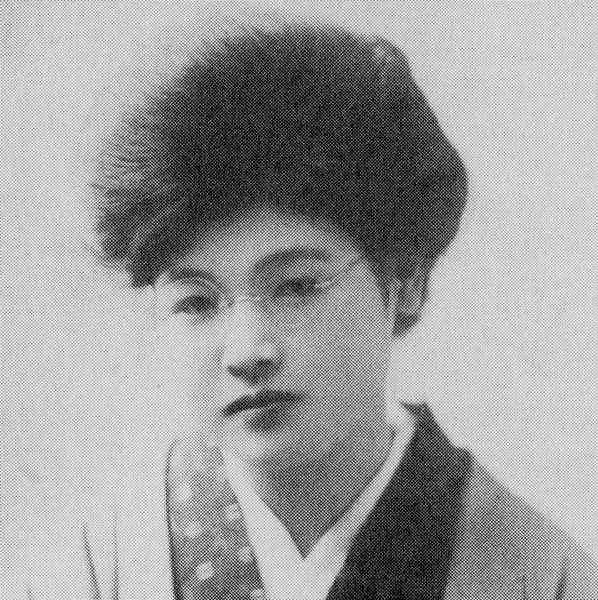
マリールイズの後任の千葉益子（大正末期）

1955年（昭和30年）には、手の動作が不自由となり、美容の仕事の大半を千葉益子や孫たちに任せた。「私はもう何もできないおばあさん」と謙遜しており、「1年1年が重荷」「もう生きるのはたくさん」とも言っていたが、それでも午前と午後に3時間ずつ教室を受け持った。遅れをとっている生徒に対しては、他の生徒たちが帰った後でも、手を取って教えた。
1956年（昭和31年）、日本の美容界の発展への多大な功績により、藍綬褒章を受章した。美容界での藍綬褒章受章者は、マリールイズが初であった。同年12月、この祝賀会が開催されたが、華やかな宴が重なったことで、マリールイズの疲労の色は濃かった。親友であった小口みち子は、この祝賀会での感想を後年「ふと悲しいお別れが近づいて居るような予感に襲われ、胸の痛い思いをどうすることも出来なかった」と綴っていた。
同1956年12月7日より、床に臥した。それまでは厳格な性格より、多少の風邪でも休みをとることなどなかったが、今回は状況が異なると考えられ、終油の奇蹟（カトリック教徒として死に臨む最終儀式）を受けた。
12月20日より昏睡状態に陥り、23日にはさらに病状が悪化した。同1956年12月27日、81歳で死去した。最期の言葉は「私は美容に一生を捧げました」であった。小口みち子は、美容雑誌に追悼の短歌10首を寄せた。墓碑は東京の青山霊園にある。

## 人物
アイルランド人の父と日本人の母を持ち、父からは一途で燃えるような魂を、母からは質実剛健さを受け継いでいた。物事を一旦心で決断すると、それを貫徹してゆく、鋼のような性格の持ち主であった。マリールイズが兄の死後に残された家族を養うために職を学ぶことを望んだ際に、彼女を養女としてパリに置いておきたいことから「絶対に駄目」と猛反対したが、マリールイズがこの性格のために一歩も譲らないことから折れ、「自分で切り開いてゆく道であるならば、自分で探して見つけよ」と告げた。
カトリックとしては敬虔な教徒であり、仕事の前にも早朝の教会でのミサを欠かすことはなかった。また家庭（後述）を持った後は、丹精を込めたフランス料理を食卓に並べ、家族たちから好評を得た。反面、家族での食事は家庭でとるものと固定観念に囚われていたため、家族が友人から美味の店の噂を聞き、外食を提案しても、聞き入れることはなかった。
家族はほぼ全員が芝居好きであり、戦前までは毎月の芝居見物を欠かすことがなかった。歌舞伎座、新橋演舞場、明治座に持ち席があり、10日に1回は芝居見物に行き、築地の小劇場にも足を運んだ。特に十五代目市村羽左衛門が、マリールイズの贔屓であった。芝居三昧の経験は、様式美や日本の色彩感覚に対する感性を養うのに一役買った。
美容で名を成した一方で、経理や会計の知識は皆無であった。1922年（大正11年）には、知らぬ間に経理担当者に巨額を横領されており、膨大な借金も築かれていたこともあった。このことは後年「立ち直る元気もない程に打ちのめされた」「どこをどう歩いたかのか覚えはないが、気付いたら、深夜、山手線上を走る長い貨物列車と機関車の赤い灯をじっと見ていた瞬間があったことを思い出す。半生の苦労の成果は、跡形もなく消えた」と述懐した。

### 家族

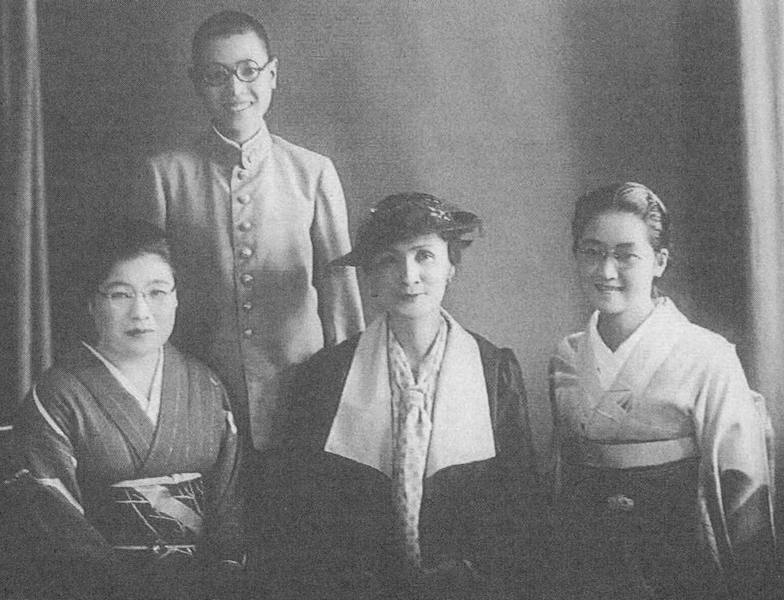
1937年（昭和12年）の家族写真。左端より千葉益子、益子の長男の武彦（相原松彦の父）、マリールイズ、マリールイズ昭子。

生涯独身であったが、1916年（大正5年）、日本美術雑貨店経営者の向井松三郎（相原松三郎）を養子にしていた。巴里院開業時に婚礼美容を担当した千葉益子は、この相原松三郎と結婚し、マリールイズの後継者となった。松三郎は再婚であり、松三郎と先妻の子が、『美しいきもの姿をつくる』（新美容出版）などの著者であるマリールイズ昭子、昭子の長女が、マリールイズの評伝を著した山吉美奈子、次女がマリールイズ美容専門学校の理事長を務めるマリールイズ恵子（伊藤恵子）、益子の甥の妻は日本ヘアデザイン協会の副理事長を務めたマリールイズ千枝子、益子の孫が株式会社美容マリールイズ社長の相原松彦である。
マリールイズ昭子の証言によれば、養子の松三郎は、実はマリールイズと恋人同士であった。マリールイズの方が16歳も年上であったために、周囲に結婚を反対された経緯があった。山吉美奈子は、マリールイズは母として松三郎を一生愛する覚悟を決めて、彼を養子にしたものと見ている。